# Tomahawk Trail
Tomahawk Trail (br.: O festim da morte) é um filme western estadunidense de 1957, dirigido por Lesley Selander para a Schenck-Koch Productions com distribuição da United Artists.

## Starring
- Chuck Connors...Sargento Wade McCoy
- John Smith...Soldado Reynolds
- Susan Cummings...Ellen Carter
- Lisa Montell...Tula
- George N. Neise...Tenente Jonathan Davenport
- Harry Dean Stanton...Soldado Miller
- Robert Knapp...Soldado Barrow
- Eddie Little Sky...Johnny Dogwood, batedor Apache (creditado como Eddie Little)
- Frederick Ford...Soldado Macy

## Sinopse
Durante as Guerras Apache, o inexperiente Tenente Davenport assume o comando do Forte Bowie. Em sua primeira missão pela Trilha Tomahawk com a Cavalaria, ele ignora os conselhos do experimentado sargento McCoy e o pelotão fica sem os cavalos e cercados no meio do deserto pelos índios liderados pelo chefe Vitório. Em uma pausa da luta, os soldados encontram Ellen, que escapara de um acampamento Apache, ajudada por Tula, filha de Vitório e que a acompanha. Davenport adoeçe afetado pelo sol e por um ferimento na cabeça e McCoy assume o comando, mesmo sob as ameaças de corte marcial esbravejadas pelo oficial.